# Travunia

Travunia y los demás principados eslavos de la región en el. Travunia aparece en el centro en color verde.

Travunia (en serbocroata: Травунија/Travunija; en griego antiguo: Τερβουνία, Terbounía; en latín: Tribunia) fue un principado eslavo meridional del Medievo que formó parte de la Serbia medieval (850-1371) y luego de la Bosnia tardomedieval (1373-1482). El título principesco fue hereditario de varios linajes, a menudo emparentados con la dinastía reinante de cada momento. La región quedó bajo dominio otomano en 1482. Su capital estaba en la ciudad de Trebinje.
En los siglos IX y X, la župa de Travunia estuvo en manos de la familia Belojević, que la administró durante el reinado del príncipe Vlastimir (830-850), de la dinastía Vlastimirović. Al fallecer el último vástago de esta, Časlav, el principado se desintegró y los búlgaros y bizantinos se adueñaron de sus provincias. En 1034, Esteban Vojislav (fundador de la dinastía Vojislavljević) incitó a la rebelión y se alzó contra los bizantinos, proclamándose «príncipe de los serbios»; gobernó desde Doclea. A principios del siglo XII, Desa, de la dinastía Vukanović, se apoderó de la región; luego esta pasó a poder de la dinastía Nemanjić (1166-1371) y sus señores fueron bien parientes de los soberanos, bien colaboradores estrechos de estos (a menudo jefes militares), entre los que destacaron los del linaje Vojinović. Tras la derrota de Nicolás Altomanović, señor de una gran provincia durante la caída del Imperio serbio, en 1373, sus propiedades se dividieron entre el príncipe Lazar Hrebeljanović de Serbia, Đurađ I Balšić de Zeta y el ban Tvrtko I Kotromanić de Bosnia. Trebinje quedó en poder de la Corona bosnia, administrada por la familia Pavlović hasta que en 1435 pasó a integrarse en el Ducado de San Sava de la familia Kosača, vasalla de los otomanos. Finalmente el territorio fue anexado por estos en 1482, que hicieron de él el nuevo Sanjacado de Herzegovina.

## Historia

### Alta Edad Media
Los eslavos invadieron los Balcanes durante el reinado de Justiniano I (527-565); cien mil de ellos atacaron Tesalónica. Los esclavenos se asentaron en la zona occidental de la península, mientras que los antes lo hicieron en la parte oriental. Los esclavenos talaron Tracia en el 545 y nuevamente al año siguiente. En el 551, los eslavos atravesaron Niš camino de Tesalónica, pero luego se desviaron hacia Dalmacia. En el 577, unos cien mil de ellos llegaron a Tracia e Iírico, saquearon las ciudades y se establecieron en la zona. Carlomagno, rey de los francos desde el 768 hasta su muerte en el 814, expandió su reino e hizo de él un imperio que incorporó gran parte de la Europa occidental y central. Dalmacia, que estaba al sureste del imperio franco, estaba en manos de croatas y serbios. Radoslav de Serbia o su hijo reinaban en las tierras serbias durante los levantamientos (819-822) de Ljudevit Posavski contra los francos. Según los Annales regni Francorum, en 822 Ljudevit abandonó su capital de Sisak para marchar a los territorios de los serbios, que controlaban gran parte de Dalmacia (ad Sorabos, quae natio magnam Dalmatiae partem obtinere dicitur), aunque John Fine cree que entre las tribus eslavas de la zona probablemente no abundaban los serbios y las fuentes bizantinas carecían de información fiable sobre el norte de la región. Al usar el término «Dalmacia» en 822 y 833, los autores de los anales francos en realidad se referían a una zona más amplia que la que abarca estrictamente el nombre. A finales de la década de 870, se creó el Thema de Dalmacia (thema Dalmatias), cuya capital fue Ragusa. Las ciudades que lo componían, como Dirraquio, no dominaban el interior y carecían de fuerza militar, por lo que Basilio I pagaba un impuesto de setenta y dos monedas de oro a los príncipes de Zahumlia y Travunia para protegerlas.
Trebinje aparece mencionado por primera vez en la obra de Constantino VII (905-959) De Administrando Imperio, en el pasaje que describe la migración de los serbios y la geografía de sus tierras en el siglo VII, si bien sigue habiendo disensión sobre la identidad de la población de la zona en el siglo VII, ya que parece que la obra bizantina indica el carácter político y cultural serbio de los pobladores en una época posterior, el reinado de Časlav, en el siglo X.
Travunia (Τερβουνια) era una provincia subordinada al principado serbio bajo la dinastía Vlastimirović. Su primer señor conocido fue Beloje, un conde que la gobernó en tiempos del príncipe Vlastimir (también posiblemente con Radoslav o Prosigoj, fl. 819). A mediados del siglo IX, Vlastimir casó a su hija con Krajina, el hijo de Beloje, a quien entregó la župa de Trebinje en calidad de feudo. El linaje de los Belojević heredó el gobierno de la región y Hvalimir y su hijo Čučimir siguieron administrándola bajo la autoridad de la Corona serbia. De 927 a 960, Časlav Klonimirović, el último de la dinastía Vlastimirović, dominó Travunia, que por entonces limitaba con Zahumlia al oeste, con la ciudad de Ragusa al suroeste, con Doclea al sur y con «Serbia» (en realidad, con las tierras de realengo, Rascia) al norte. Controlaba la costa desde Ragusa hasta la bahía de Kotor. Serbia se desintegró al morir Časlav y Doclea absorbió la mayor parte de Rascia junto con Zahumlia y Travunia. El Catapanato de Ras bizantino se estableció durante el reinado de Juan I Tzimisces (969-976) para dominar la región. Un sello de un strategos de Ras se ha fechado en el reinado de Tzimisces, lo que hace posible que el predecesor de este, Nicéforo II Focas, también gozase de autoridad en Rascia.
En la década de 990, el zar búlgaro Samuel hizo dependientes de su autoridad a la mayoría de los estados balcánicos, incluidos Doclea y Zahumlia. En 998, Samuel emprendió una gran campaña contra Jovan Vladimir para evitar una alianza bizantino-serbia. Cuando sus tropas llegaron a Doclea, Vladimir se retiró a las montañas; Samuel dejó parte del ejército al pie de estas y condujo al resto a sitiar la fortaleza costera de Dulciño. Intimó a Jovan Vladimir a que se rindiera para evitar el derramamiento de sangre, pero este se negó al comienzo, hasta que la defección de algunos nobles, que ofrecieron sus servicios a los búlgaros, debilitó la resistencia y el príncipe capituló. Jovan Vladimir fue desterrado a los palacios de Samuel en Prespa. Las tropas búlgaras pasaron luego a Dalmacia, donde se apoderaron de Kotor y alcanzaron Ragusa. No pudieron tomar esta, pero devastaron las aldeas de su comarca. Atacaron seguidamente Croacia en apoyo de los príncipes rebeldes Krešimir III y Gojslav y avanzaron hacia el noroeste hasta Split, Trogir y Zara, antes de virar al noreste y atravesar Bosnia y Rascia camino de Bulgaria.

Zona fronteriza entre Doclea y Travunia en la bahía de Kotor, con las iglesias de los siglos (en rojo) y (en blanco)

Travunia entre los territorios de Constantino Bodin (finales del siglo)

Los albores del siglo X trajeron una breve ocupación búlgara tras la conquista búlgara de Rascia, pero el príncipe Caslav restableció el Principado de Serbia en 931; su autoridad abarcó Travunia. Esta floreció durante el reinado del principal señor serbio de la Alta Edad Media: el de san Jovan Vladimir de Doclea y Travunia, a finales del siglo X y principios del XI. El engaño de Jovan Vladimir en 1016 permitió la recuperación de la zona por los bizantinos, que impusieron al antiguo príncipe Dragomir. Este fue asesinado en Kotor en 1018, lo que precipitó que los bizantinos ocupasen militarmente la región. Esteban Vojislav se alzó contra ellos en la década de 1030. El príncipe de Zahumlia Liudevit influía en Travunia, región que también reclamaba para sí Esteban Vojislav. Este infligió una grave derrota a los bizantinos en Antivari y despachó a cincuenta cautivos griegos a desmoralizar al ejército de Liudevit, apostado en Klobuk. El hijo de Vojislav, Gojislav, dirigió al ejército de Doclea y venció con facilidad al del príncipe de Zahumlia, al que dio muerte. Esta victoria le permitió a Doclea adueñarse por completo de Travunia. 
La muerte de Esteban Vojislav determinó la división de sus tierras entre sus cinco hijos. Travunia le correspondió a Gojislav, que la gobernó brevemente desde Trebinje hasta que fue asesinado por los nobles de la región, que la entregaron a Domanek, hijo de Liutovid (1047-1050). Mihailo I Vojislavljević lo expulsó y Saganek obtuvo el gobierno de Travunia. Sin embargo, Domanek regresó y lo expulsó a su vez (1055). El Imperio Bizantino organizó una ofensiva contra la inestable Doclea aprovechando la muerte de Esteban Vojislav. Los cuatro hijos del difunto que aún vivían hicieron las paces y se coligaron para hacer frente a la agresión. El tratado es el más antiguo que se conoce de la historia serbia. Tras el acuerdo entre los hermanos, Radoslav penetró en Travunia y mató a Domanek. Luego falleció la madre viuda, que había mediado entre los hermanos. Sometió Travunia y le ofreció el principado a Radoslav, que lo rechazó, temiendo perder la župa de Luška (la futura Zeta). Quizás Radoslav desconfiaba de su hermano, pensando que se apoderaría de Zeta, pero parece que la oferta de Mihailo no abrigaba segundas intenciones.
Mihailo optó por estrechar lazos con los bizantinos que, sin embargo, no suponían para él una amenaza por entonces; hacia el 1052, obtuvo el título de protospatharios y desposó a una sobrina del emperador Constantine IX Monomachos. Si bien esto supuso el reconocimiento teórico de la autoridad bizantina, no comportó cambios en la práctica. Simplemente reflejó el equilibrio de fuerzas del momento y dio veinte años de paz a la región. 
En 1077 se proclamó un reino eslavo de Doclea y Dalmacia. Dominaba el camino que llevaba de Ragusa a Constantinopla, que siguieron Raimundo de Tolosa y sus cruzados en el 1096. A comienzos del siglo XII, Travunia se incorporó por completo al Estado serbio unificado. La región pasó luego a la dinastía Nemanjić, en 1166-1168. El Reino de Serbia se proclamó en el 1217.

### Baja Edad Media
De la región de Trebinje provenía la Casa de Mrnjavčević y la zona fue administrada en ocasiones por miembros de la familia real serbia, como la reina Helena de Anjou, en el siglo XIII. Travunia pasó a lindar con las tierras bosnias cuando los bosnios conquistaron la vecina Zahumlia en el 1326. El Imperio serbio se fundó en el 1345 y la región formó parte de él —con el nombre de Tribunia o Travunja (la Trebigne de los ragusanos)— durante una década, hasta 1355. Tras su disgregación en 1371, Travunia quedó brevemente en poder de la Casa de Vojinović, de Zahumlia. Trebinje se integró en el Estado bosnio medieval en expansión en tiempos de Tvrtko I, en 1373, o tras derrotar a Nikola Altomanović en 1377; desde entonces, forma parte de la región de Herzegovina.
Hay una torre medieval en Gornje Police, cuya construcción se suele atribuir a Vuk Branković. El antiguo monasterio de Tvrdoš data del siglo XV.